# Hugo Ventura
Hugo Ventura, né le 14 janvier 1988 à Vila Nova de Gaia au Portugal, est un footballeur portugais.

## Carrière
| Période        | Club                   | Pays     |
| 2007-2009      | FC Porto               | Portugal |
| 2009-2010      | SC Olhanense (prêt)    | Portugal |
| 2010-2011      | Portimonense SC (prêt) | Portugal |
| 2011-jan. 2013 | SC Olhanense (prêt)    | Portugal |
| jan. 2013-2013 | Sporting CP (prêt)     | Portugal |

## Statistiques
| Saison           | Club            | Pays     | Championnat | Championnat | Championnat | Coupes nationales | Coupes nationales | Coupe d'Europe | Coupe d'Europe | Coupe d'Europe | Total  | Total |
| Saison           | Club            | Pays     | Division    | Matchs      | Buts        | Matchs            | Buts              | Type           | Matchs         | Buts           | Matchs | Buts  |
| ---------------- | --------------- | -------- | ----------- | ----------- | ----------- | ----------------- | ----------------- | -------------- | -------------- | -------------- | ------ | ----- |
| 2007 - 2008      | FC Porto        | Portugal | Liga        | 1           | -0          | 0                 | 0                 | C1             | 0              | 0              | 1      | -0    |
| 2008 - 2009      | FC Porto        | Portugal | Liga        | 1           | -1          | 2                 | -1                | C1             | 0              | 0              | 3      | -2    |
| 2009 - 2010      | SC Olhanense    | Portugal | Liga        | 27          | -36         | 1                 | -2                | -              | -              | -              | 28     | -38   |
| 2010 - 2011      | Portimonense SC | Portugal | Liga        | 28          | -43         | 0                 | 0                 | -              | -              | -              | 28     | -43   |
| 2011 - 2012      | SC Olhanense    | Portugal | Liga        | 0           | 0           | 0                 | 0                 | -              | -              | -              | 0      | 0     |
| 2012 - jan. 2013 | SC Olhanense    | Portugal | Liga        | 0           | 0           | 0                 | 0                 | -              | -              | -              | 0      | 0     |
| jan. 2013 - 2013 | Sporting CP     | Portugal | Liga        | 0           | 0           | -                 | -                 | -              | -              | -              | 0      | 0     |

Dernière mise à jour le 22 janvier 2013.

## Palmarès
- Champion du Portugal en 2008 et 2009 avec le FC Porto.

## Sélections
- 6 sélections avec l'équipe du Portugal des moins de 21 ans de 2007 à 2009.
- 4 sélections avec l'équipe du Portugal des moins de 19 ans de 2006 à 2007.